# Sluha Jeho Veličenstva
Sluha Jeho Veličenstva je ruský film Olega Rjaskova z roku 2007. Film se odehrává roku 1709, kdy v právě probíhající válce mezi Švédskem a Ruskem byli dva francouzští duelanti vyhoštěni ze země: jeden k carskému vojsku a druhý ke švédskému. Ve filmu je zpracována Bitva u Poltavy.